# Мадонис, Луиджи
Луиджи Мадо́нис (итал. Luigi Madonis, иногда также Madoni или Madonnis; 1690 (по другим данным 1700), Венеция — 1770) — итальянский композитор.
Учился у Вивальди. В 1725—1726 гг. был концертмейстером оперной труппы в Бреслау, в 1729—1731 успешно концертировал как скрипач в Париже. В 1731 году в Париже вышли 12 сонат для скрипки и бассо континуо. С 1731 г. жил и работал в России, в оркестре Санкт-Петербургского императорского театра.
Мадонис ошибочно считается одним из первых, начавших писать «русскую» музыку. Две первые симфонии (Русская и Казацкая), в которых использовались русские песни, написал коллега Мадониса, Доменико Далольо. 
12 симфоний (сонат) для скрипки и бассо континуо, напечатанные в 1738 году в типографии Академии Наук, стали (вместе с 12 соната и Верокаи) первым русским нотным изданием. Кроме этого сборника сохранилась музыка пролога «Россия по печали паки обрадованная», сочиненного совместно с Далольо и вставные номерадля оперы Иоганна Адольфа Хассе «Милосердие Тита» . Этот спектакль был приурочен к коронационных торжествам императрицы Елизаветы Петровны.
В середине 1750-х играл в Ораниенбауме, при Малом дворе Петра Федоровича. В конце 1750-х ушел в отставку по душевной болезни. Умер в Санкт-Петербурге.